# Valfrändskap
Valfrändskap (tyska: Die Wahlverwandtschaften) är en roman från 1809 av den tyske författaren Johann Wolfgang von Goethe. Den handlar om ett förmöget par som bjuder in två vänner till sitt hem, dels en gammal kollega till mannen och dels en ung kvinna. Detta leder till att nya förälskelser uppstår som drar makarna ifrån varandra.
Ordet valfrändskap är hämtat från den svenske kemisten Torbern Bergman, som använde det för att beteckna kemisk affinitet som bara uppstår under vissa villkor. Goethe ville med romanen tillämpa naturvetenskapliga lagar på mänskliga relationer. Handlingen var ursprungligen tänkt som en kortare sidoberättelse i Wilhelm Meisters vandringsår, uppföljaren till Goethes roman Wilhelm Meisters läroår, men växte och fick högre prioritet. Wilhelm Meisters vandringsår gavs ut först 1821. Ottilie, namnet på en av huvudpersonerna, är hämtat från heliga Odilia. Goethe hade besökt klostret i Odilienberg vilket hade gjort ett starkt intryck på honom.
Romanens många dubbeltydigheter och ironiska inslag har föranlett vitt skilda tolkningar. Den har anklagats både för att vara osedlig och alltför moraliserande. Romanen har varit ett återkommande motiv för sociologiska avhandlingar; sociologins grundare Max Weber var inspirerad av Goethes fiktion och använde bokens titel som en term i sina egna teorier.

## Handling
Edvard, en förmögen aristokrat och officer, har gift sig med sin ungdomskärlek Charlotte. De lever fridfullt på Edvards ärvda lantegendom där de sysselsätter sig med att anlägga landskapsparker. Edvard bjuder in en arbetslös gammal kollega, kallad kaptenen, till att bo med dem. Charlotte bjuder in sin föräldralösa niece Ottilie, som bor på samma pension som Charlottes dotter. Med sin flit och kunskap hittar kaptenen snabbt sin plats som huvudansvarig för arbetet med parkerna, som han förbättrar på flera sätt i samarbete med Charlotte. Ottilie, som är tystlåten men hängiven, tar med tiden över hushållsarbetet. Hon lär sig Edvards rutiner och behov, och blir till slut oumbärlig för honom. På varsitt håll börjar de nya parkonstellationerna att hålla av varandra. Edvard och Charlotte tillbringar en lidelsefull natt tillsammans, där de fantiserar om Ottilie respektive kaptenen.
De två nya paren erkänner håll vad de känner för varandra. Charlotte och kaptenen beslutar sig för att avstå från varandra av respekt för äktenskapet. De passionerade Edvard och Ottilie däremot omfamnar varandra och Edvard bedyrar att de ska bli ett par. Kaptenen lämnar gården när han får en tjänst hos en av parets vänner. Charlotte vill skicka iväg också Ottilie för att återställa balansen, men Edvard vägrar att finna sig i detta. Han reser till en hemlig tillflyktsort och meddelar att han bara kommer att avstå från Ottilie så länge hon bor kvar hos Charlotte. Efter en tid upptäcker Charlotte att hon är gravid och meddelar Edvard om detta, i hopp om att han ska återvända. Edvard blir istället uppgiven och tar tjänst i armén, med ambition att dö i strid.
Arbetet med parkerna fortsätter med hjälp av flera personer. Charlotte föder en son som är slående lik kaptenen och Ottilie. Ottilie får det största ansvaret för barnet. Edvard återvänder från kriget till sin tillflyktsort. Han kallar till sig kaptenen, som blivit befordrad till major, och övertalar denne att be Charlotte om en skilsmässa. Edvards förhoppning är att majoren kan gifta sig med Charlotte och han själv med Ottilie. Edvard åker till utkanten av ägorna, för att kunna få Charlottes besked så snabbt som möjligt. Vid en sjö träffar han Ottilie som är ute med barnet och de två omfamnar varandra. När Ottilie ska ta sig tillbaka snubblar hon och barnet faller i vattnet och drunknar.
Charlotte ser olyckan som sitt fel, då den inte skulle ha skett om hon hade varit medgörlig från början. Hon går med på skilsmässa. Ottilie vägrar dock då hon har fått dåligt samvete för hela affären. Hon vill istället resa till pensionen och arbeta där. Edvard söker upp henne under resan och får henne att vända om. Hon lever på gården en tid utan att tala, men avstår helt från att äta och dör. Ett tag senare hittas Edvard död. Av omständigheterna att döma dog han inte av självmord, utan av sorg och saknad. Ottilie och Edvard begravs bredvid varandra.

## Utgivning
Valfrändskap gavs ut i Tübingen 1809 av Johann Friedrich Cotta. Första halvan gavs ut på svenska 1813 som Walfrändskaperna, översatt av Daniel Georg Ekendahl. Hela boken gavs ut på svenska 1903 i översättning av Walborg Hedberg. År 1964 utkom en nyöversättning av Britt G. Hallqvist.